# Musée ethnographique Alexandre Sènou Adandé
Le Musée ethnographique Alexandre Sènou Adandé est un musée béninois installé dans un bâtiment colonial construit en 1922, à Porto-Novo, la capitale du pays. Alexandre Sènou Adandé était un ethnographe, archiviste et bibliothécaire.

## Histoire
Le musée a été créé à partir des collections de l'ancien Institut français d'Afrique Noire. Il a été ouvert au public en 1966 et a adopté son nom actuel en 1993.

## Collections
Le musée contient un bon nombre d'articles culturels, de pièces et objets représentant la culture béninoise, dont notamment le masques, son origine, son rôles, son statut en tant que divinité et ses différentes manifestation dans la société. Gèlèdé

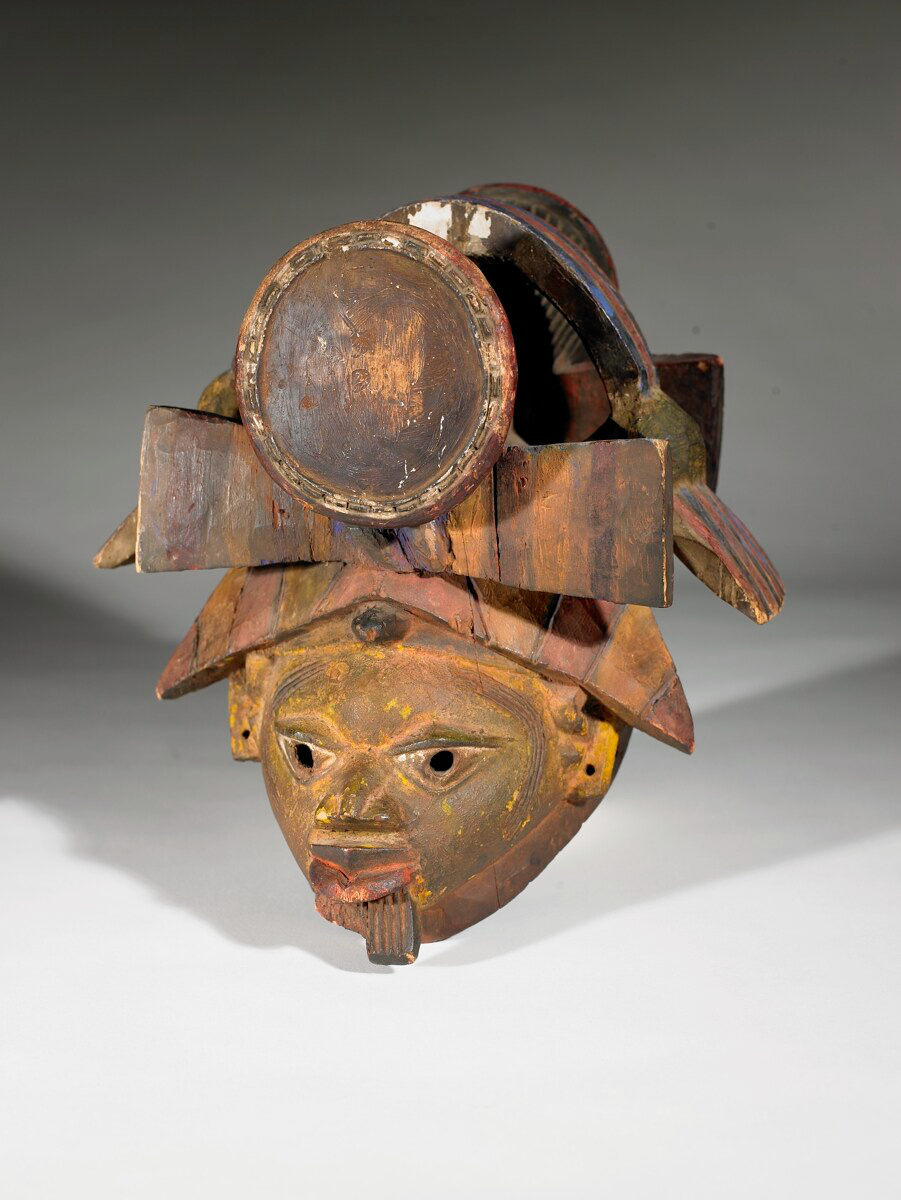
Masque Gèlèdé

## Fréquentation
Tant des étrangers que des béninois fréquentent le musée. À la suite des désagréments qu'a causés la répartition de la pandémie actuelle depuis 2020, le musée enregistre ces derniers temps plus de nationaux que de visiteurs étrangers. Tous les citoyens béninois sont à présent contraint de pratiquer un tourisme intérieur, ce qui se constate aujourd'hui au Bénin.